# Hamrajów
Hamrajów – część wsi Modrzewie w Polsce, położona w województwie świętokrzyskim, w powiecie starachowickim, w gminie Pawłów.
W latach 1975–1998 Hamrajów administracyjnie należał do województwa kieleckiego.